# Seznam avstrijskih biatloncev
Seznam avstrijskih biatloncev.

## E
- Julian Eberhard
- Tobias Eberhard
- Alfred Eder
- Simon Eder

## G
- Sven Grossegger

## H
- Fabienne Hartweger
- Lisa Hauser
- Rudolf Horn

## I
- Katharina Innerhofer

## J
- Patrick Jakob

## K
- David Komatz
- Simone Kupfner
- Susanna Kurzthaler

## L
- Dominik Landertinger
- Felix Leitner
- Harald Lemmerer

## P
- Friedrich Pinter

## R
- Michael Reiter
- Christina Rieder
- Wolfgang Rottmann

## S
- Romana Schrempf
- Franz Schuler
- Iris Schwabl
- Julia Schwaiger
- Christoph Sumann

## W
- Lorenz Wäger

## Z
- Dunja Zdouc